# Мемельсдорф, Педро
Педро Леонардо Мемельсдорф (исп. Pedro Leonardo Memelsdorff; род. 1959, Буэнос-Айрес, Аргентина) — аргентинский дирижёр, музыковед и музыкант-аутентист (флейта), специализирующийся на исполнении средневековой музыки. В 2013—2015 годах — руководитель Schola Cantorum Basiliensis, основатель и художественный руководитель ансамбля Mala Punica.

## Биография
Педро Мемельсдорф родился в Буэнос-Айресе в 1959 году, переехал в Европу в 1977 году. Закончил Schola Cantorum Basiliensis в 1981 году и Консерваторию имени Свелинка в Амстердаме в 1984 году.
Сотрудничал с Жорди Савалем и его ансамблями Hesperion XX, Hespèrion XXI, La Capella Reial De Catalunya, Le Concert Des nations с 1980 года. В 1987 году Педро Мемельсдорф основал собственный ансамбль старинной музыки Mala Punica, с которым осуществил ряд записей и выступал с гастролями в многих странах. Гастролировал в Европе, Северной и Южной Америке. Выступал в дуэте с клавесинистом Андреасом Стайером. Принимал участие в крупных международных фестивалях. Дважды с ансамблем Mala Punica давал концерты в Санкт-Петербурге в рамках фестиваля Earlymusic: в 2005 году с программой «Narcisso Speculando» состоявшую из произведений Дона Паоло Флорентийсого, а в 2015 году с программой «Faventina» из литургических сочинений 1380—1420 годов.

## Педагогическая и исследовательская деятельность
Как музыковед Педро Мемельсдорф опубликовал ряд исследований по истории средневековой музыки, музыки Trecento и Quattrocento в журналах Acta musicologica, Studi musicali, Plainsong и Medieval Music Ricercare. Защитил докторскую диссертацию в Утрехтском университете под руководством Карла Kügle (2010). С 1 января 2013 года является директором Schola Cantorum Basiliensis. Профессор Escuela Superior de Música de Cataluña в Барселоне, где он руководит классом старинной музыки. Проводит занятия в Fundación Giorgio Cini в Венеции. Профессор Escuela Cívica de Música в Милане и в Высшей школе музыки в Цюрихе. В 2010—11 годах преподавал в Университете земли Саар. В начале 2010 года он был приглашен вести занятия в Калифорнийском университет в Беркли.

## Важнейшие публикации
- The Codex Faenza 117: Instrumental Polyphony in Late Medieval Italy. Introductory Study and Facsimile. by Pedro Memelsdorff. More Info: 2 vols. Lucca: LIM (Ars Nova, n.s. 3). 2012.
- Coping with the Past. Creative Perspectives on Conservation and Restoration. Edited by Pasquale Gagliardi, Bruno Latour & Pedro Memelsorff. Olschki. 2010.

## Награды
- 2014. Jan Pieter Heije Prize за диссертацию The Filiation and Transmission of Instrumental Polyphony in Late Medieval Italy: the Codex Faenza 117 (Utrecht University 2010, научный руководитель prof. dr. Karl Kügle)[9].

## Избранная дискография
С ансамблем Mala Punica:
- 1994. Ars Subtilis Ytalica. Polyphonie pseudo-Française en Italie, 1380—1410. Arcana. 21.
- 1994. d’Amor Ragionando. Ballades du neo-Stilnovo en Italie: 1380—1415. Arcana. 22.
- 1995. En attendant. L’Art de la citation dans l’Italie des Visconti. Arcana. A23.
- 1996. Missa Cantilena. Travestimenti liturgici in Italia (1380—1410). Erato. 17069.
- 1997. Sidus Preclarum. Ciconia: Complete Motets. Erato. 3984-21661.
- 2000. Hélas Avril. Matteo de Perugia — Chansons. Erato. 8573-82 163 2.
- 2002. Narcisso Speculando. Madrigaux de Paolo da Firenze. Harmonia Mundi. 901732.
- 2003. Tal per sonar. Erato. 17876.
- 2007. Faventina. The liturgical music of Codex Faenza 117 (1380—1420). Ambroisie. AM 105.

## Галерея

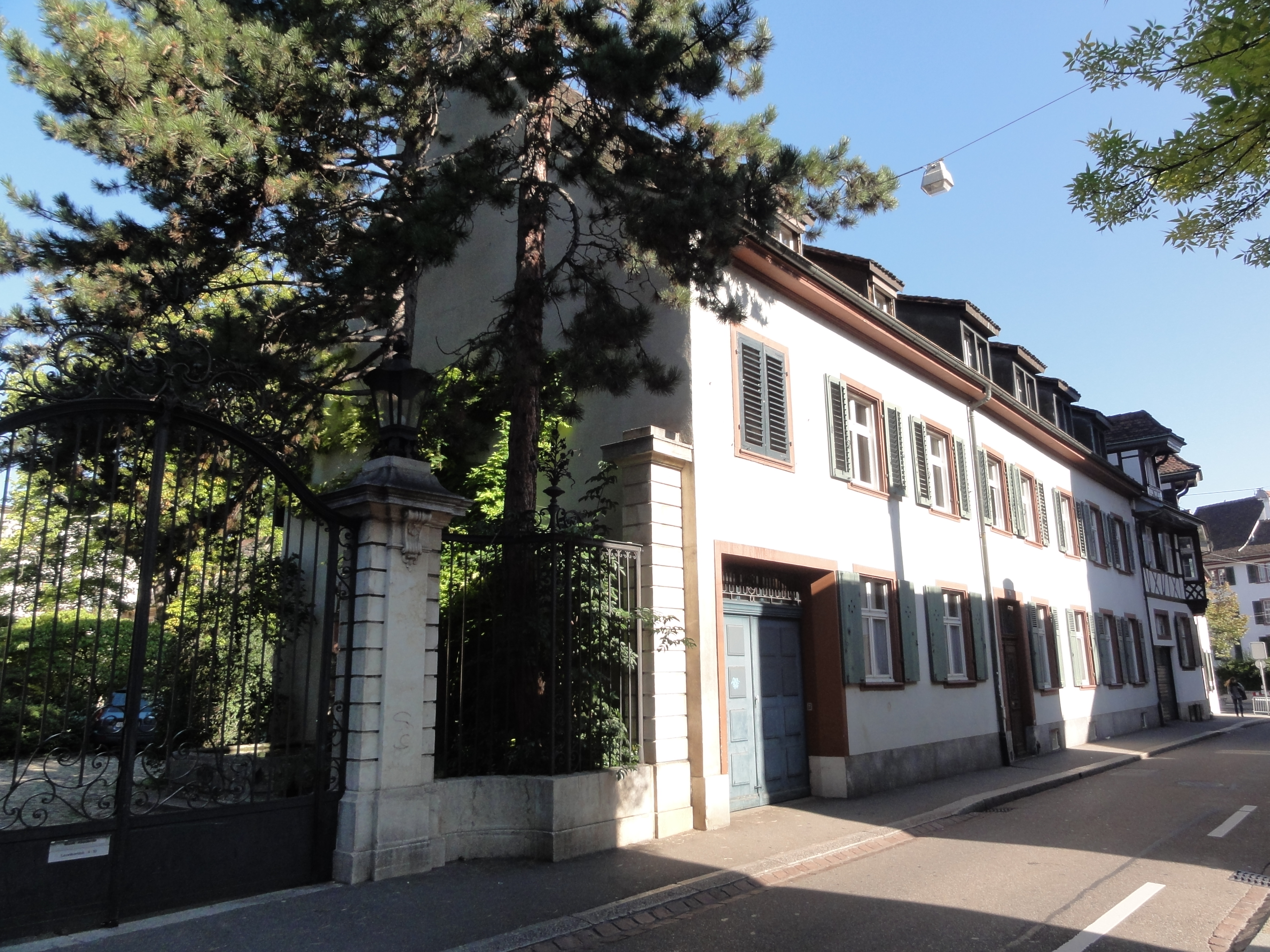
Schola Cantorum Basiliensis
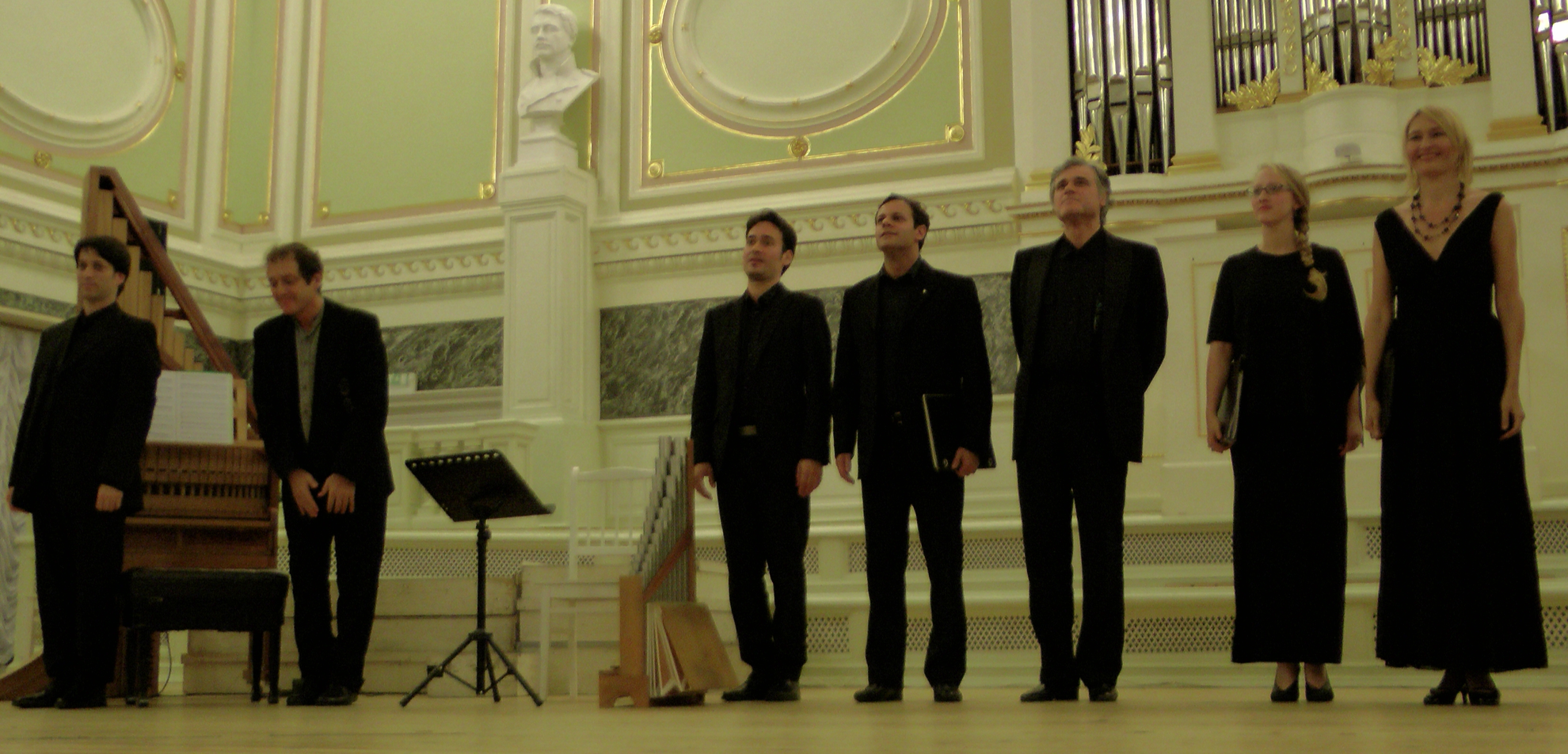
Ансамбль старинной музыки Mala Punica на фестивале Earlymusic-2015. Санкт-Петербург. Капелла.